# Gran Diccionari de la Llengua Catalana
Il Gran Diccionari de la Llengua Catalana (GDLC) è un dizionario della lingua catalana, nonché la parte lessicale della Gran Enciclopèdia Catalana pubblicata per la prima volta nel 1998.
Il progetto nasce nel 1995 dopo la comparsa, nel 1993, della terza edizione del Diccionari de la llengua catalana (monolíngüe).
Il dizionario contiene un repertorio lessicale generale e specializzato, con informazioni lessicologiche e grammaticali.
Distingue sistematicamente tra sinonimi, parole ad uso ristretto (classificate come dialetto) parole di uso generale o standard. È un lavoro che va oltre le norme dell'Institut d'Estudis Catalans e di cui ne ha l'accreditamento.
Contiene 83.400 parole, 20650 locuzioni, frasi, 164.500 definizioni tra cui l etimologia della parola, prefissi, suffissi, neologismi, modelli di coniugazione verbale, omofoni, esempi d uso.